# 8475 Vsevoivanov
8475 Vsevoivanov là một tiểu hành tinh vành đai chính với chu kỳ quỹ đạo là 1973.7206767 ngày (5.40 năm).
Nó được phát hiện ngày 13 tháng 8 năm 1985.